# 碧南市臨海公園

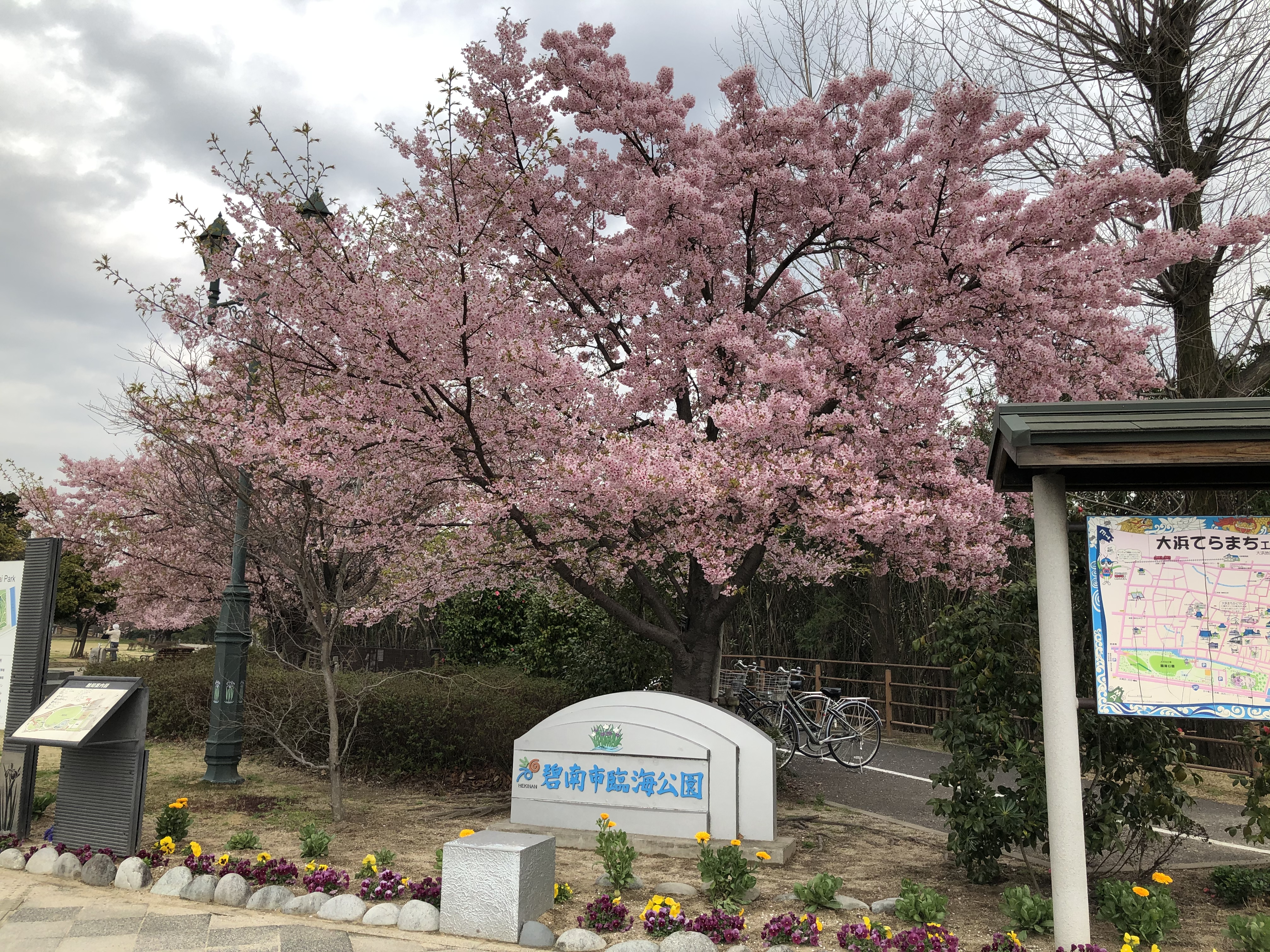
碧南市臨海公園の入り口

碧南市臨海公園（へきなんしりんかいこうえん）は愛知県碧南市浜町にある都市公園（総合公園）である。
碧南市臨海体育館、碧南海浜水族館などの一帯を碧南市臨海公園という。

## 概要
衣浦臨海工業地帯の造成により姿を消した海水浴場に代わる市民の憩いの場として、1979年（昭和49年）に開園。同年7月14日には、衣浦マンモスプールが開業しにぎわいを見せたが、2003年（平成15年）8月17日に利用者数の減少や施設の老朽化のため廃止された。廃止後は再整備によりドームや大芝生広場、大噴水などが設置され、2009年（平成21年）3月28日にリニューアルオープンしている。

## 主要施設
- ドーム[5]
- 土広場[5]
- 多目的広場[5]
- 大芝生広場[5]
- じゃぶじゃぶ池[5]
- ちびっこ広場[5]
- 健康広場[5]
- 碧の山[5]

など

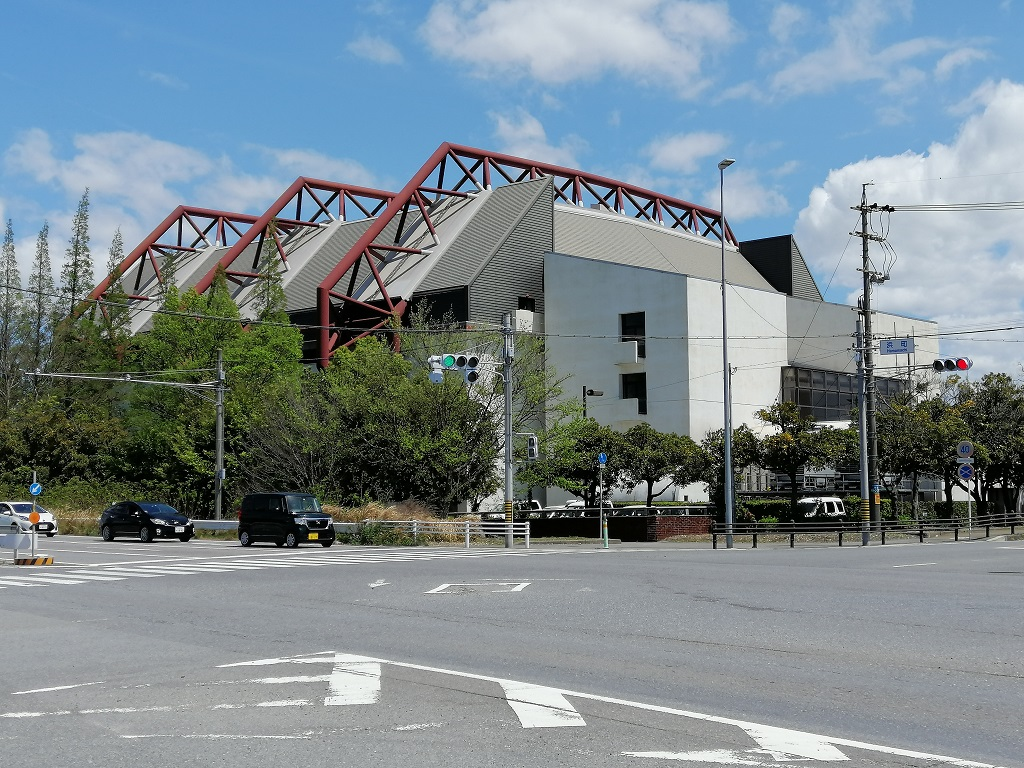
碧南市臨海体育館
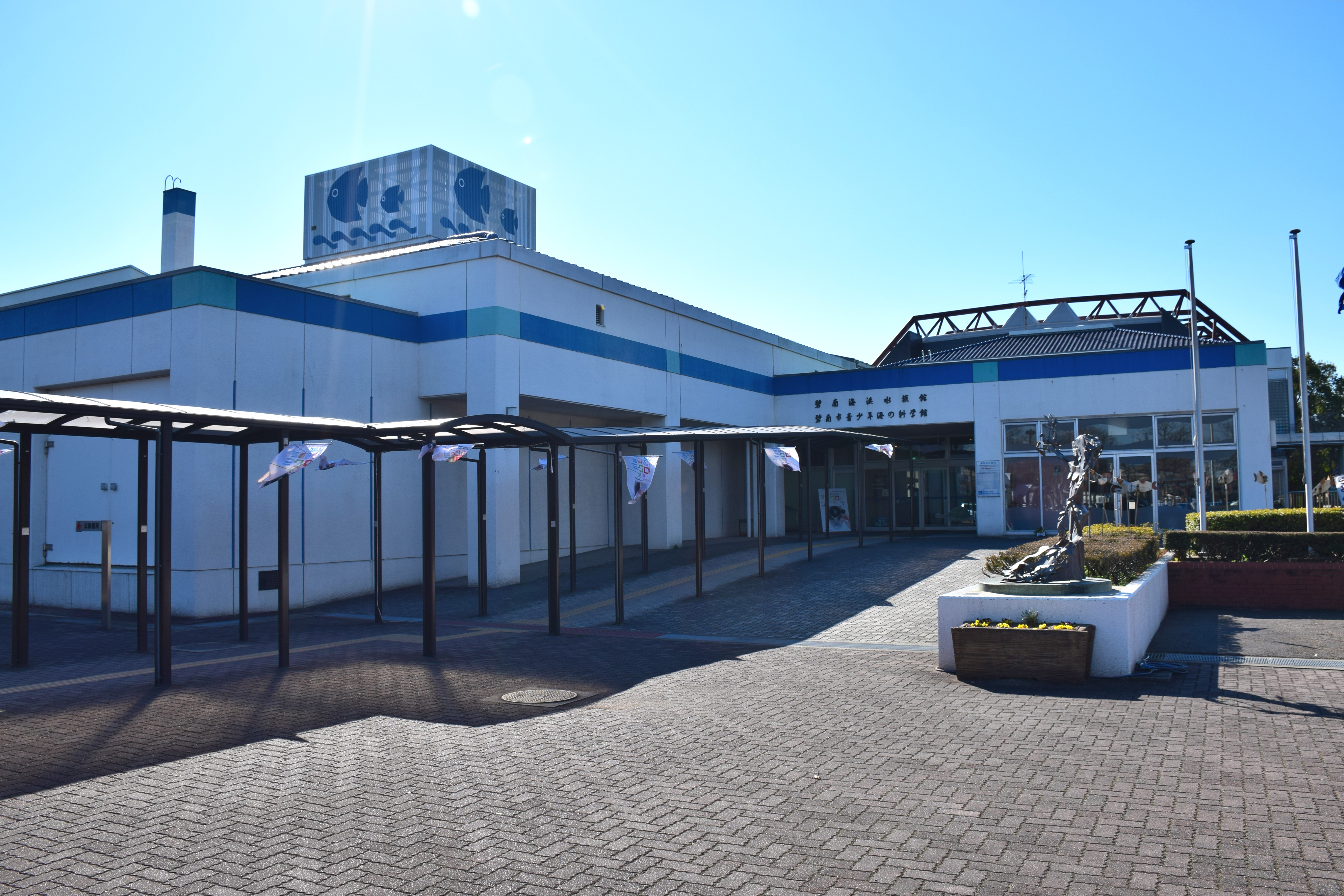
碧南海浜水族館
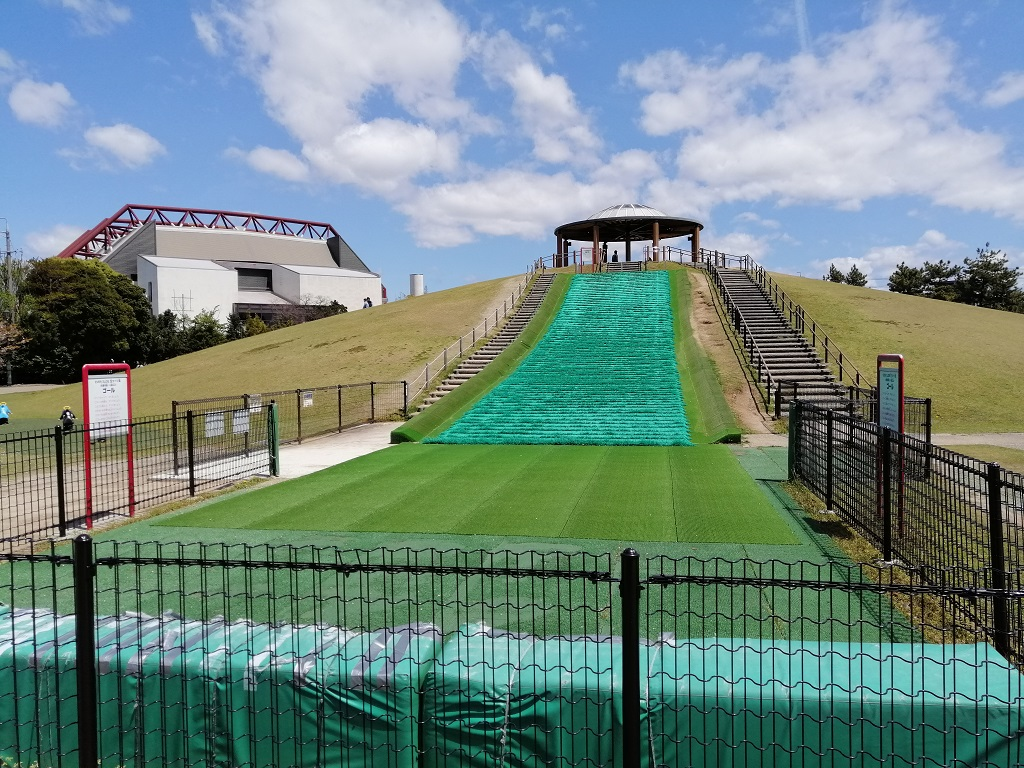
碧の山
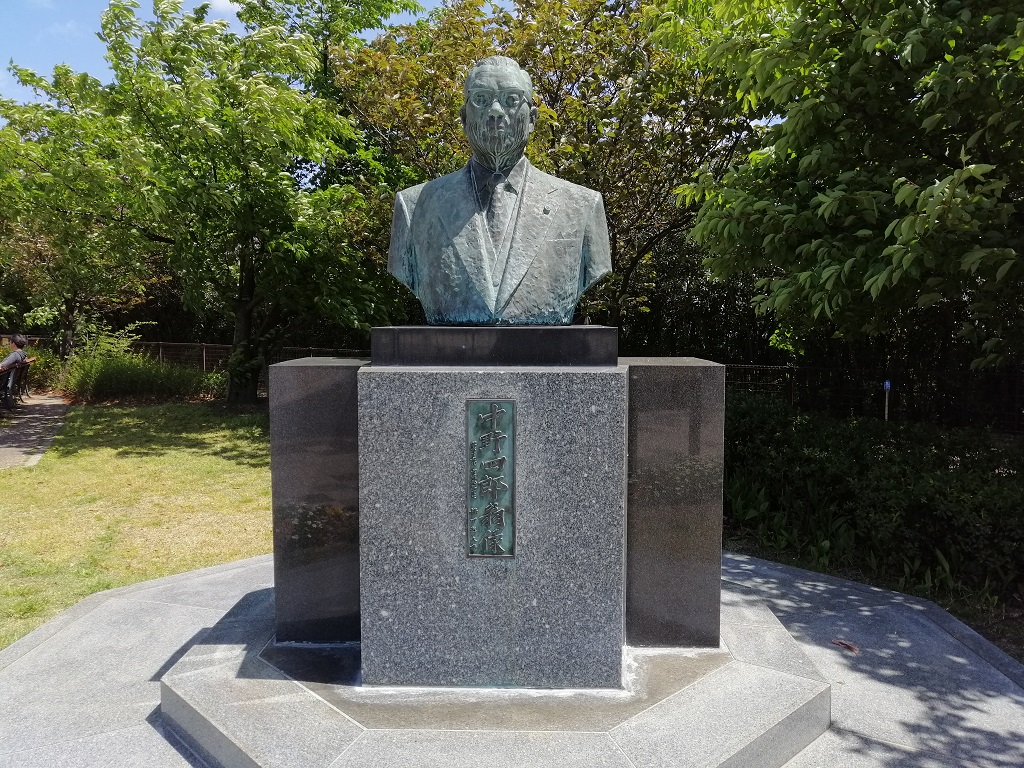
エントランス広場に設置されている 中野四郎翁像

## 利用概要
入園料は無料。
ドームを占用するときは、予約が必要。
斜面滑り場の利用は、3月から10月までは9時から17時まで。11月から2月までは9時から16時まで使用可能。また、年末年始は使用できない。